# Wohnhaus Altenwalder Chaussee 35

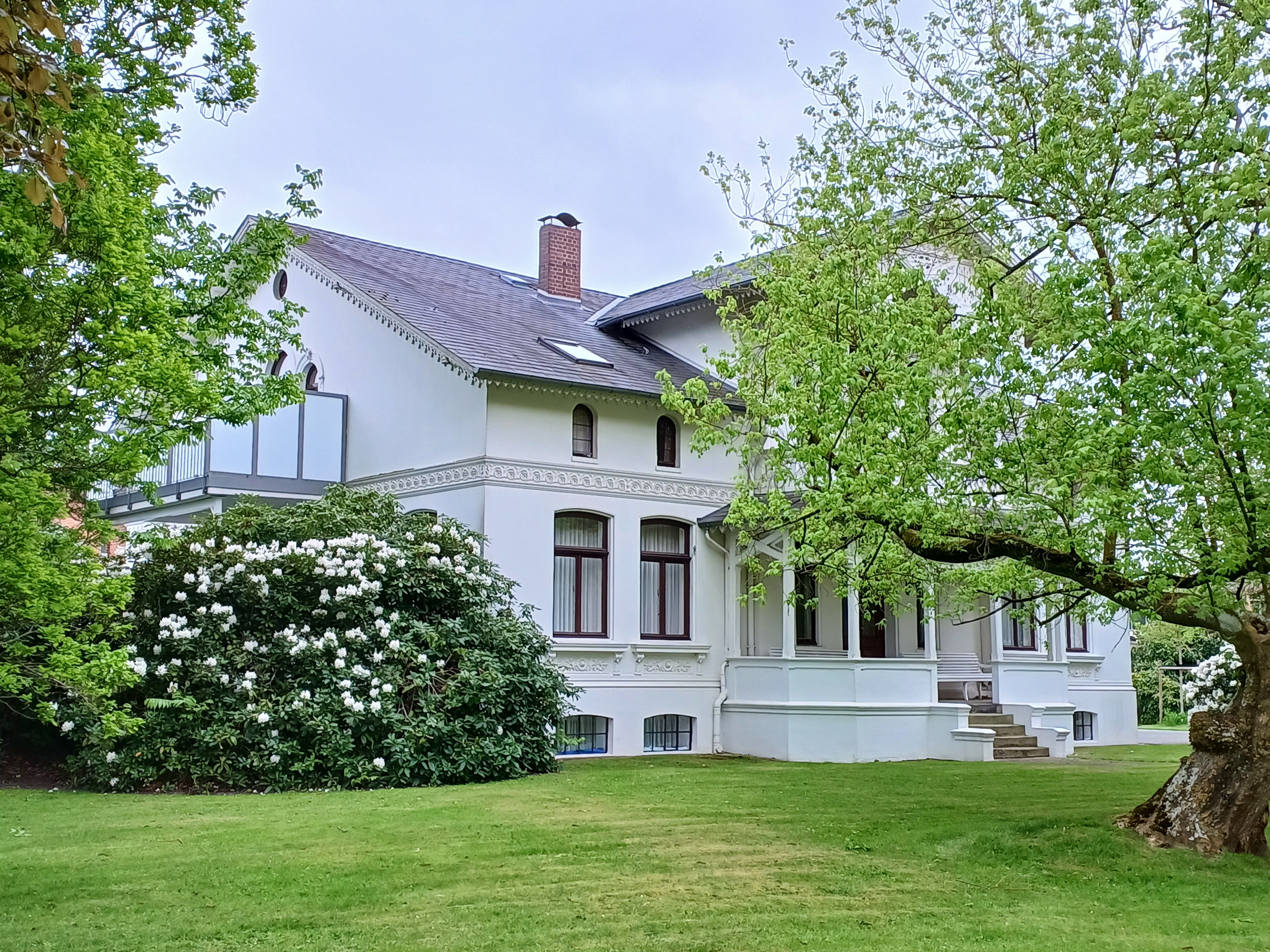
Altenwalder Chaussee 35, Süd- und Ostfassade (2023)

Das Wohnhaus Altenwalder Chaussee 35 in der niedersächsischen Kreisstadt Cuxhaven im Landkreis Cuxhaven stammt vom Ende des 19. Jahrhunderts.
Aktuell (2024) wird es als Wohnhaus genutzt.
Das Gebäude steht unter Denkmalschutz (siehe auch Liste der Baudenkmale in Cuxhaven).

## Geschichte und Beschreibung
Bis zum Beginn der Bebauung an Altenwalder Chaussee / Westerwischweg, die vor dem Ersten Weltkrieg begann, waren im Straßenbild repräsentative Wohnhäuser an der westlichen Bebauungsgrenze Ritzebüttels.
Das eingeschossige traufständige verputzte Gebäude auf Sockel mit Drempel, Satteldach, Erdgeschossveranda sowie Dachhaus mit Veranda und südseitigem Balkon am Giebel, wurde um die 1890er Jahre als repräsentatives villenartiges freistehendes Wohnhaus auf größerem Gartengrundstück gebaut. Die neoklassizistischen Fassaden wurden gestaltet mit Schmuckelementen und geschossteilenden Gesimsbändern sowie Rundfenstern.
Das Landesdenkmalamt befand u. a.: „… an städtebaulich markanter Stelle westlich der Altenwalder Chaussee …“